# Jean-François Soiron
Jean-François Soiron, né à Genève le 18 août 1756 et mort à Paris le 30 mars 1812, est un artiste genevois, peintre sur émail et miniaturiste.

## Biographie
Pendant cinq ans il fait son apprentissage de peintre sur émail chez Jacques Teulon. Il s’associe avec différents artistes : David Frainet, Étienne Frégent, Jean Alexandre Grand, Louis-André Fabre. Il devient bourgeois de Genève en 1790 et membre de la Société des arts de Genève en 1799.
En 1800 il s’installe à Paris et participe aux Salons. Il réalise notamment les portraits de Napoléon Ier et de Joséphine de Beauharnais. Dès 1802 il travaille à la Manufacture de Sèvres. Ses fils Isaak Daniel et Philippe David sont également des peintres sur émail et sa fille est peintre sur porcelaine. Quand son fils Philippe David commence à être connu, il modifie sa signature en « Soiron père ».

## Collections publiques
- Musée d'art et d'histoire de Genève
- Musée Patek Philippe à Genève[6]
- Bibliothèque de Genève[7]
- Winterthur : Museum Briner und Kern
- Paris : Musée du Louvre[8],[9]
- Compiègne : Musée Antoine Vivenel
- Stockholm : Nationalmuseum[10]
- Londres : Wallace Collection (musée)[11]
- Celle : Musée Bomann (de) : Collection de miniatures Tansey[12]

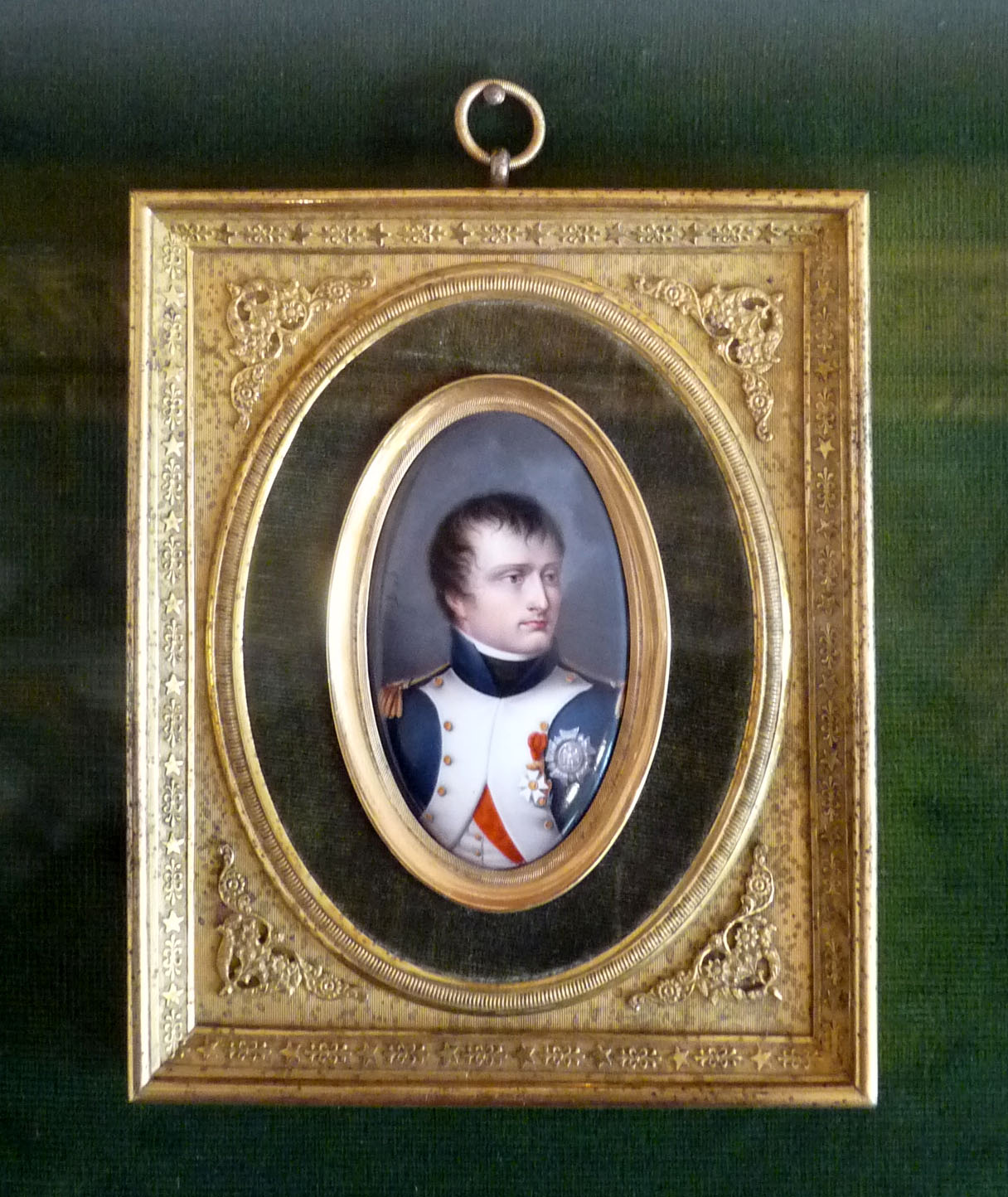
Napoléon par Soiron

- Collection David David-Weill[13]
- Palais de Peterhof
- Musée napoléonien de l'île d'Aix

## Expositions
- Salon de Paris, 1800
- Salon de Paris, 1804
- Salon de Paris, 1808 (il obtient une médaille de 1ère classe)
- Salon de Paris, 1810
- Paris : Bibliothèque nationale de France, 1906[14]
- Berlin, 1906[15]
- Bruxelles, 1912[16],[17]
- Genève : Musée d’art et d’histoire de Genève, 1956[18]
- Paris : Musée du Louvre, Cabinet des dessins, 1956-1957[19]

## Sources
- Fabienne Xavière Sturm, article Jean-François Soiron dans le Dictionnaire historique de la Suisse en ligne, version du 3 novembre 2010
- Article Jean-François Soiron du SIKART en ligne